# Giętkowo
Giętkowo – część wsi Ostrowąż w Polsce, położona w województwie wielkopolskim, w powiecie konińskim, w gminie Ślesin.
W latach 1975–1998 Giętkowo należało administracyjnie do województwa konińskiego.